# Zhanjiang
Zhanjiang, tidigare känt som Kwangchowwan eller Tsamkong, är en stad på prefekturnivå i Guangdong-provinsen i Folkrepubliken Kina. Den ligger omkring 410 kilometer sydväst om provinshuvudstaden Guangzhou på Leizhouhalvöns östra kust strax norr om ön Hainan. Orten var en fransk koloni mellan 1898 och 1946 och är idag bas för den kinesiska flottans södra flottstyrka.

## Historia

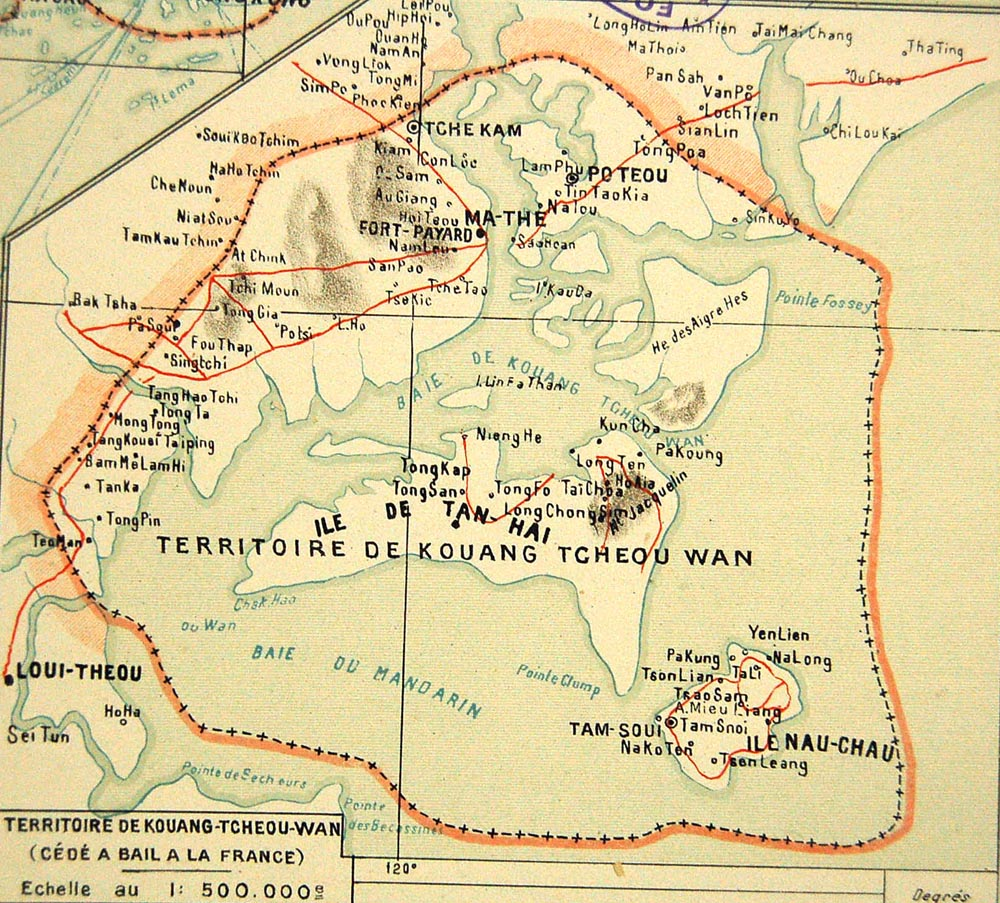
Fransk karta över Guangzhouwan.

Orten var en liten fiskerihamn när Frankrike ockuperade den 1898 och följande år lyckades Frankrike förmå Qing-regeringen att arrendera området på 99 år, som fick namnet Kouang-Tchéou-Wan (Guangzhouwan,  廣州灣). Fransmännen ville utveckla hamnen, som de kallade Fort-Bayard, till en knutpunkt för kommunikationerna i södra Kina och tilltvingade sig därför rättigheterna att bygga järnväg i området. På grund av områdets fattigdom och instabila politiska läget förverkligades dock ej de ambitiösa planerna, men Frankrike behöll kontrollen över Guangzhouwan fram till 1943 och överlämnade området formellt till Kina 1946.

## Administrativ indelning
Zhanjiang indelas i fyra stadsdistrikt, två härad och tre städer på häradsnivå. 
| Zhanjiang                                                          | Namn   | Kinesiska     | Pinyin             | Typ       | Befolkning (2020) | Yta (km²) | Befolknings- täthet (inv/km²) |
| ------------------------------------------------------------------ | ------ | ------------- | ------------------ | --------- | ----------------- | --------- | ----------------------------- |
| Chikan Xiashan Potou Mazhang Suixi Xuwen Wuchuan Lianjiang Leizhou |        |               |                    |           |                   |           |                               |
| Chikan                                                             | 赤坎区 | Chìkǎn qū     | Stadsdistrikt      | 414 539   | 71                | 5 851     |                               |
| Xiashan                                                            | 霞山区 | Xiáshān qū    | Stadsdistrikt      | 653 403   | 117               | 5 586     |                               |
| Potou                                                              | 坡头区 | Pōtóu qū      | Stadsdistrikt      | 337 723   | 562               | 600       |                               |
| Mazhang                                                            | 麻章区 | Mázhāng qū    | Stadsdistrikt      | 525 790   | 970               | 542       |                               |
| Suixi                                                              | 遂溪县 | Suìxī xiàn    | Härad              | 824 608   | 2 143             | 385       |                               |
| Xuwen                                                              | 徐闻县 | Xúwén xiàn    | Härad              | 633 258   | 1 954             | 324       |                               |
| Wuchuan                                                            | 吴川市 | Wúchuān shì   | Stad på häradsnivå | 907 354   | 861               | 1 054     |                               |
| Lianjiang                                                          | 廉江市 | Liánjiāng shì | Stad på häradsnivå | 1 363 470 | 2 840             | 480       |                               |
| Leizhou                                                            | 雷州市 | Léizhōu shì   | Stad på häradsnivå | 1 321 091 | 3 707             | 356       |                               |

## Klimat
Genomsnittlig årsnederbörd är 2 012 millimeter. Den regnigaste månaden är augusti, med i genomsnitt 388 mm nederbörd, och den torraste är februari, med 14 mm nederbörd.